# Albert Dyes
Friedrich John Albert Dyes (* 1. Februar 1859 in Bremen; † 7. Februar 1938 in Kassel-Harleshausen) war ein deutscher Verwaltungsbeamter.

## Leben
Albert Dyes studierte Rechtswissenschaften an der Ruprecht-Karls-Universität Heidelberg. 1879 wurde er Mitglied des Corps Guestphalia Heidelberg. Nach Abschluss des Studiums und Promotion zum Dr. jur. trat er in den preußischen Staatsdienst ein. Das Regierungsreferendariat absolvierte er von 1887 bis 1888 bei der Regierung in Hildesheim. 1888 bestand er das Regierungsassessor-Examen. Von 1891 bis 1910 war er Landrat des Landkreises Geestemünde. Anschließend wechselte er zum Oberpräsidium der Provinz Hessen-Nassau nach Kassel, wo er Oberpräsidialrat wurde und zuletzt Vizepräsident des Oberpräsidiums war. 1923 trat er in den Ruhestand ein. Bis zu seinem Tod lebte er in Harleshausen.

## Auszeichnungen
- Ernennung zum Geheimen Oberregierungsrat[5]
- Ernennung zum Ehrenmitglied des Corps Guestphalia Heidelberg[5]